# IPEA
IPEA (Instituto de Pesquisa Economica Aplicada) est une fondation publique fédérale au Brésil qui dépend de la présidence de la République. Au moment de sa création en 1964, son premier directeur Joao Paulo dos Reis Velloso invita l'université de Berkeley à envoyer une équipe d'experts pour animer les premières recherches. L'économiste belge Willy Van Rijckeghem y contribua en construisant le premier tableau input-output pour le Brésil qui servit comme base d'un modèle de planification à moyen terme. L'ensemble des travaux de l'équipe fut publié en 1969 dans le livre The Economy of Brazil édité par Howard S. Ellis.
Actuellement, les activités de IPEA comprennent un soutien technique et institutionnel aux options du gouvernement pour la formulation de politiques publiques et des programmes de développement. 